# Cervo (Lugo)
Cervo er en by og kommune i det nordvestlige Spanien i provinsen Lugo. Den har et indbyggertal på 4.184 (2024) indbyggere.